# Colli piacentini

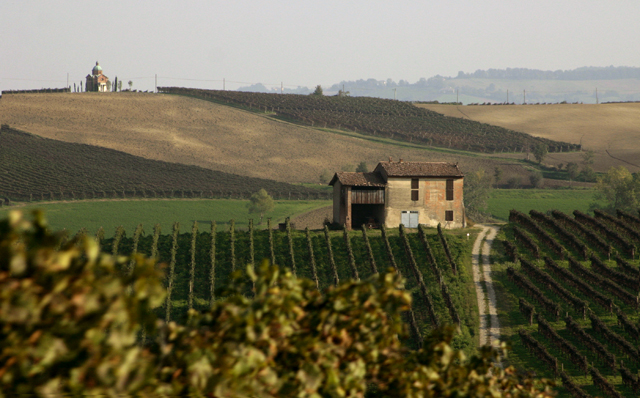
Vigne dei Colli Piacentini

I Colli Piacentini sono una regione geografica nella provincia di Piacenza delimitata dal versante settentrionale dell'Appennino Ligure, nel tratto che va dal confine tra Lombardia ed Emilia (Provincia di Pavia) fino a quello che separa le province di Piacenza e Parma. L'area abbraccia le quattro principali vallate piacentine, ossia: Val Tidone, Val Trebbia, Val Nure e Val d'Arda.

## Storia
Si può affermare senza tema di smentita che la vite era già conosciuta nel territorio piacentino tra il 2000 ed il 700 a.C.: lo testimoniano tracce di vinaccioli e radici di viti fossili rinvenute in zona.
Molto più documentata è la vitivinicoltura locale ai tempi dei romani. Si memoria di una citazione bacchica addirittura nel Senato di Roma: Marco Tullio Cicerone attaccò il suo avversario politico Lucio Calpurnio Pisone, nativo di Piacenza, rimproverandogli pubblicamente di far onore eccessivamente ai vini della sua provincia.
Attorno alla fine del Duecento crebbe la fama dei vini piacentini che venivano esportati addirittura in Francia.
Nel 1391, nel "corpus" degli antichi Statuti del comune di Piacenza, figurano severe disposizioni tendenti a scoraggiare le frodi, tutelando la genuinità del vino.
Sante Lancerio, bottigliere di Papa Paolo III, nella sua memoria cinquecentesca sui vini d'Italia, loda a lungo i vini di Piacenza. Gli elogi poi si susseguirono nei secoli successivi da parte di studiosi e letterati italiani e stranieri. L'esportazione dei vini piacentini è confermata infatti da varie fonti, tra cui il libro "I piaceri della tavola", scritto nel 1903 da Alberto Cougnet, e la "Historie du Luxe", dello scrittore francese Brandillard.

## Turismo
La zona dei colli piacentini è ricca di siti di interesse sia da un punto di vista storico che naturalistico. 
Provenendo da est la prima vallata che si incontra è la Val D'Arda, al suo interno si possono visitare i borghi medioevali di Castell'Arquato, Vigoleno, Castelnuovo Fogliani, Gropparello le antiche rovine romane di Velleia e spostandosi verso le zone più montagnose il Museo della Resistenza piacentina.
Proseguendo, si entra nella Val Nure presso la quale si trovano il Castello di Paderna, il Castello di Vigolzone, il borgo di Grazzano Visconti e altri castelli di proprietà privata. A cavallo tra le due valli, con sede a Carpaneto, si colloca la Riserva naturale geologica del Piacenziano, istituita per tutelare i resti fossili risalenti al Pliocene

## Prodotti tipici

### Vino
La zona dei Colli Piacentini forma una zona vitivinicola relativamente omogenea che ha creato una serie di vini a Denominazione di Origine Controllata, conosciuta come la DOC dei Colli Piacentini. 
In specifico, l'area dei Vini D.O.C. Colli Piacentini comprende diciotto D.O.C.

#### Anni '70
- 1. Gutturnio
- 2. Trebbianino Val Trebbia
- 3. Monterosso Val d'Arda

#### Anni '80
- 4. Barbera
- 5. Bonarda
- 6. Sauvignon
- 7. Val Nure
- 8. Pinot Grigio
- 9. Pinot Nero
- 10. Ortrugo
- 11. Malvasia

#### Anni recenti
- 12. Novello
- 13. Cabernet Sauvignon
- 14. Vin Santo
- 15. Vin Santo di Vigoleno
- 16. Chardonnay
- 17. Pinot spumante bianco
- 18. Pinot spumante rosato

La DOC dei Colli Piacentini conta circa 3.000 strutture di produzione (di cui circa 650 in forma di Cantine Sociali) su una estensione di 6792 ettari il 98% sito in collina ad altezza compresa tra i 150 e 450 metri s.l.m. Gli ettari iscritti all'Albo della DOC Colli Piacentini sono 4.550 ovvero il 67% del totale.

La produzione di uva della provincia si aggira attorno ai 60.000 tonnellate da cui si ricavano poco meno di litri 40.000.000 di vino. 
La produzione reale della DOC risulta essere litri 22.800.000
Quantità max producibile: Litri 25.697.800
Quantità prodotte: litri 14.832.200
- Gutturnio  24,2%
- Monterosso Val d'Arda  6,5%
- Trebbianino Val Trebbia  4,5%
- Val Nure 0,6%
- Barbera 19,2%
- Bonarda 14,3%
- Malvasia 23,7%
- Ortrugo 3,2%
- Pinot grigio 1,1%
- Pinot nero 0,9%
- Sauvignon 1,8%

I produttori di vini denominati Colli Piacentini sono associati nell'ente Consorzio Tutela dei Vini Doc Colli Piacentini. Fondato nel 2000, raggruppa attualmente 820 soci produttori di cui:
- 150 ditte associate
- 670 i soci delle cantine sociali

che rappresentano il 66% rispetto a tutti i produttori locali e il 71% totale dell'uva vendemmiata.

### Salumi
La zona dei Colli piacentini è famosa anche per la produzione di salumi tipici, alcuni dei quali hanno ottenuto la DOC, si ricordano:
- coppa piacentina
- pancetta piacentina
- salame piacentino